# Io

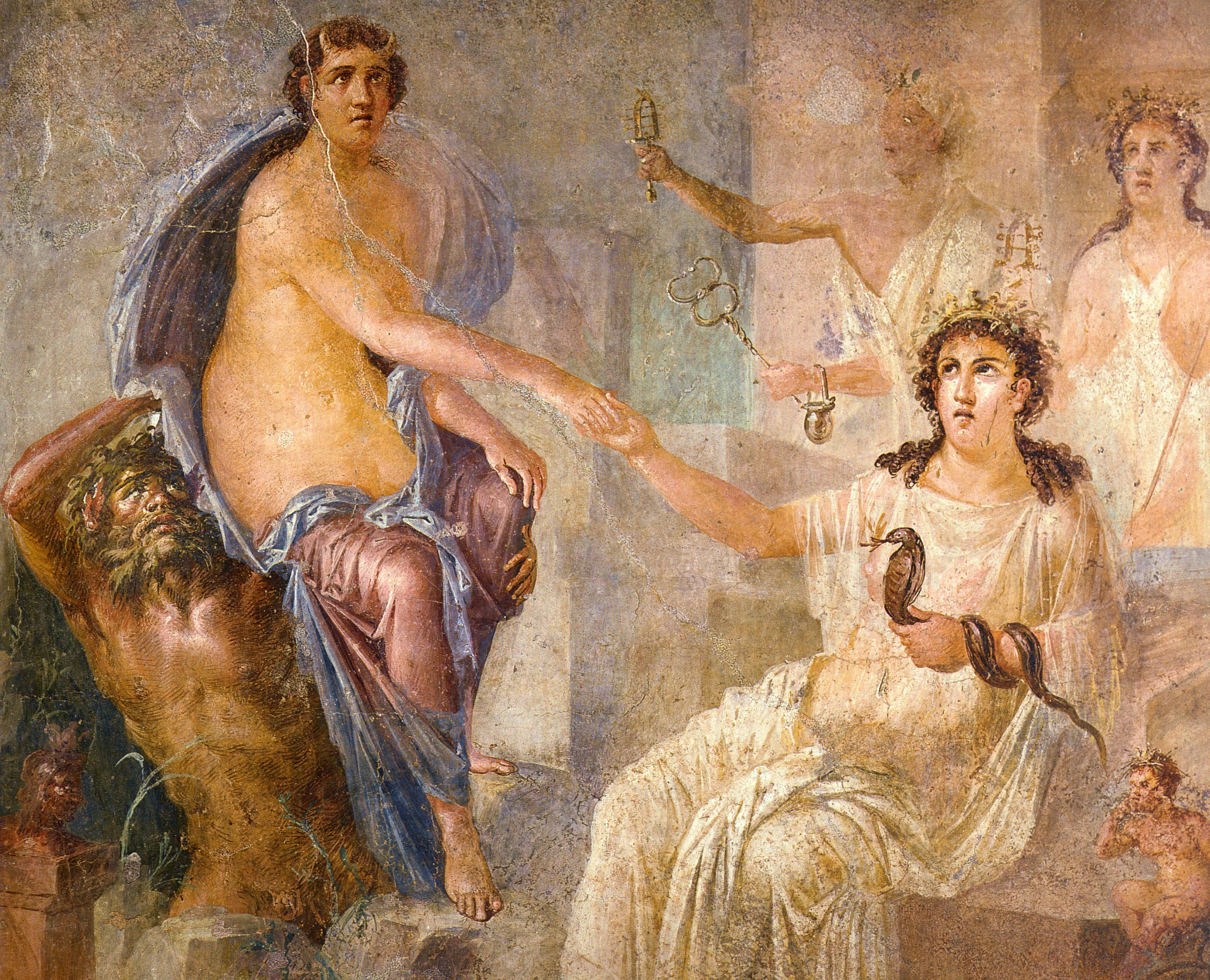
Io e Ísis. Afresco antigo de Pompeia.

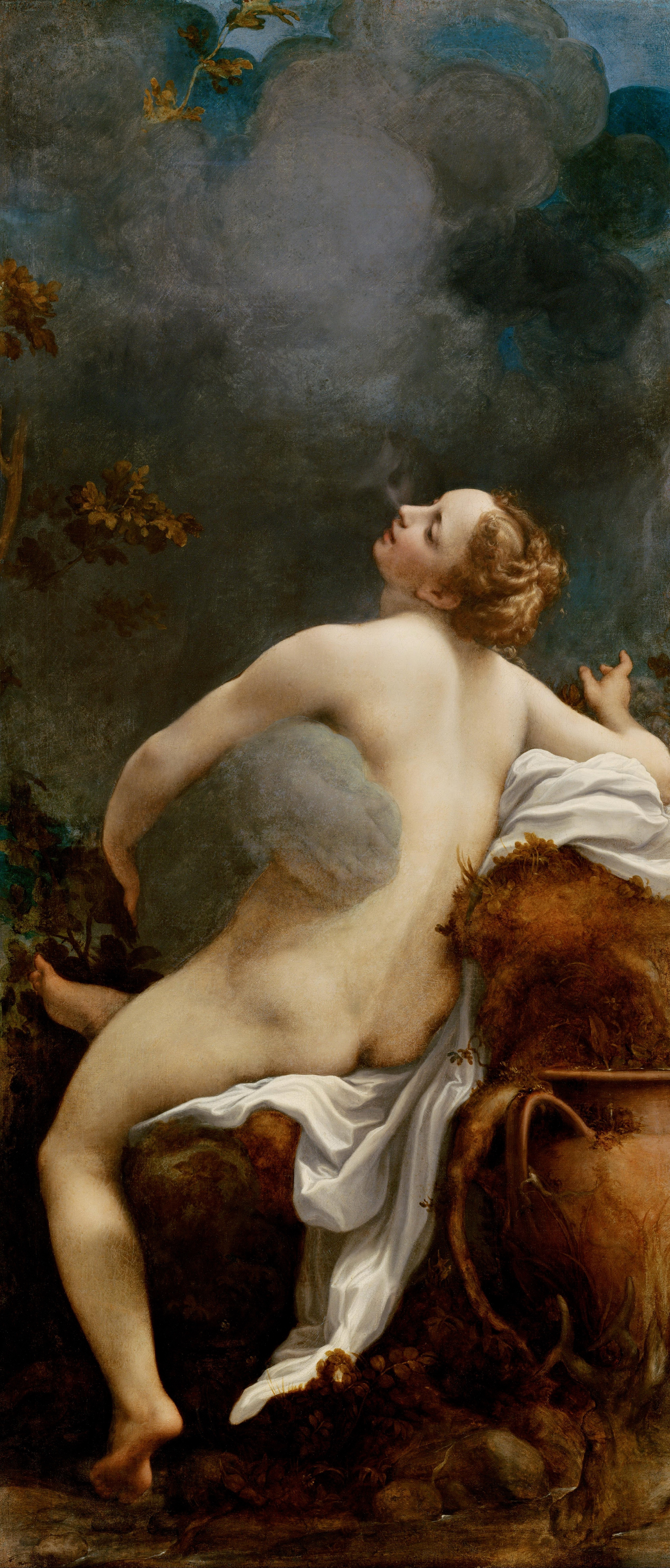
Zeus, em forma de nuvem, abraça Io, de Antonio da Correggio.

Io, na mitologia greco-romana, é uma das paixões de Zeus, cuja história foi contada por Ésquilo, em Prometeu Acorrentado, e também por Ovídio, em Metamorfoses.

## Família
Io é uma princesa de Argos. Segundo Pseudo-Apolodoro, ela é filha de Argos e Ismênia, filha de Asopo; mas Pseudo-Apolodoro também apresenta versões alternativas: segundo Castor, o analista ela era filha de Ínaco e segundo Hesíodo e Acusilau ela era filha de Piren, que aparece no texto de Pseudo-Apolodoro como o irmão que Belerofonte matou e levou a seu exílio.
Segundo Pausânias, Io é filha de Iaso, filho de Triopas, rei de Argos. Triopas era neto de Argos, e este neto de Foroneu.

## Sedução
Zeus seduziu Io quando ela era uma sacerdotisa de Hera, e esta a transformou em uma vaca branca, requisitou a vaca para si e colocou Argos Panoptes de guarda.
Sua beleza despertou a paixão de Zeus, que, para cortejá-la, cobriu o mundo com um manto de nuvens escuras, escondendo seus atos da visão de Hera. A estratégia falhou e a deusa, desconfiada, desceu do monte Olimpo para averiguar o que estava acontecendo. Numa vã tentativa de iludir sua esposa ciumenta, o deus transformou sua amante em uma belíssima novilha branca. Intrigada pelo interesse do marido no animal e maravilhada com a beleza do mesmo, Hera exigiu a novilha para si e a pôs sob a guarda do gigante Argos Panoptes. Argos quando dormia mantinha abertos cinquenta de seus cem olhos.
Zeus encarregou Hermes de roubar sua vaca, e, não conseguindo roubar em segredo, Hermes matou Argos; Hera enviou um inseto para infestar Io, que vagou da Grécia até o Egito, onde, à beira do Rio Nilo, retornou à forma de mulher, dando à luz Épafo.
Segundo outra versão, Zeus encarregou Hermes de libertar sua amada. Para tanto, o mensageiro dos deuses, usando a flauta de Pã, pôs para dormir os olhos despertos de Argos, enquanto os outros cinqüenta dormiam um sono natural, e cortou sua cabeça. Hera recolheu os olhos de seu servo e os pôs na cauda do pavão, animal consagrado a ela.
Io estava livre do cativeiro, mas não dos tormentos de Hera. O fantasma de Argos continuava a persegui-la. Para piorar sua situação, a deusa enviou um moscardo para picar a novilha constantemente durante sua fuga.
Io perambulou de Micenas para Eubeia. Atravessou a Ilíria e subiu o monte Hemos, na Trácia. O mar cujas praias percorreu recebeu o nome de Mar Iônio. O Bósforo, que liga o Mar de Mármara ao Mar Negro, cujo significado é Passagem da Vaca, foi batizado assim após Io o ter cruzado a nado. Atravessou a Cítia e ao chegar ao monte Cáucaso, encontrou Prometeu acorrentado em uma rocha. O titã disse que, ao alcançar o Egito, ela seria restaurada a sua forma humana por Zeus e teria um filho. A criança seria a primeira de uma linhagem que culminaria com Hércules, que acabaria por libertar o próprio Prometeu.
Io fatalmente chegou às margens do Nilo. Cansada de tanto sofrimento, implorou a Zeus por um fim. O deus, comovido, foi falar com Hera e ambos restauram Io à sua forma humana.

## Seu filho, Épafo
Ela teve um filho, Épafo.
Hera enviou os curetes para sequestrar e matar o bebê, mas, depois que eles haviam levado Épafo, Zeus matou-os. Io foi até a Síria, e descobriu que a esposa do rei de Biblos estava amamentando seu bebê; mãe e filho retornaram ao Egito, onde Io se casou com Telégono, rei do Egito. Io fez uma estátua a Deméter, que os egípcios chamavam de Ísis, e passaram também a chamar Io de Ísis.
Épafo reinou sobre o Egito e se casou com Mênfis, filha do Nilo, e construiu a cidade de Mênfis. Eles tiveram uma filha, Líbia, que teve, com Posidão, dois filhos, Agenor e Belo.

## Interpretação do mito
O mito de Io pode ser interpretado como uma alegoria lunar, na qual a fuga da novilha representaria o movimento da Lua e os olhos de Argos, o céu estrelado.
Por vezes o mito de Io se confunde com os da deusa Ísis, Hator e mesmo Ishtar.
Uma pequena lenda paralela diz que as lágrimas da novilha Io caíram sobre as asas de um inseto, marcando-as eternamente e dando origem à bela borboleta Inachis io.
Io é também uma das luas do planeta Júpiter, nomeado assim a partir da contraparte romana de Zeus.
Árvore genealógica baseada em Pseudo-Apolodoro:
|      |      |      |      |      |      |       |       |       |       |       |       | Argos (filho de Níobe), Argos Panoptes ou Ínaco |    |       |    |    |    |  |  |  |  |        |        |        |        |        |        |  |  |  |  |  |  |  |  |  |  |  |  |  |  |  |  |  |  |
|      |      |      |      |      |      |       |       |       |       |       |       |                                                 |    |       |    |    |    |  |  |  |  |        |        |        |        |        |        |  |  |  |  |  |  |  |  |  |  |  |  |  |  |  |  |  |  |
| Zeus | Zeus | Zeus | Zeus | Zeus | Zeus |       |       |       |       |       |       | Io                                              | Io | Io    | Io | Io | Io |  |  |  |  | Nilo   | Nilo   | Nilo   | Nilo   | Nilo   | Nilo   |  |  |  |  |  |  |  |  |  |  |  |  |  |  |  |  |  |  |
| Zeus | Zeus | Zeus | Zeus | Zeus | Zeus |       |       |       |       |       |       | Io                                              | Io | Io    | Io | Io | Io |  |  |  |  | Nilo   | Nilo   | Nilo   | Nilo   | Nilo   | Nilo   |  |  |  |  |  |  |  |  |  |  |  |  |  |  |  |  |  |  |
|      |      |      |      |      |      |       |       |       |       |       |       |                                                 |    |       |    |    |    |  |  |  |  |        |        |        |        |        |        |  |  |  |  |  |  |  |  |  |  |  |  |  |  |  |  |  |  |
|      |      |      |      |      |      | Épafo | Épafo | Épafo | Épafo | Épafo | Épafo |                                                 |    |       |    |    |    |  |  |  |  | Mênfis | Mênfis | Mênfis | Mênfis | Mênfis | Mênfis |  |  |  |  |  |  |  |  |  |  |  |  |  |  |  |  |  |  |
|      |      |      |      |      |      | Épafo | Épafo | Épafo | Épafo | Épafo | Épafo |                                                 |    |       |    |    |    |  |  |  |  | Mênfis | Mênfis | Mênfis | Mênfis | Mênfis | Mênfis |  |  |  |  |  |  |  |  |  |  |  |  |  |  |  |  |  |  |
|      |      |      |      |      |      |       |       |       |       |       |       |                                                 |    |       |    |    |    |  |  |  |  |        |        |        |        |        |        |  |  |  |  |  |  |  |  |  |  |  |  |  |  |  |  |  |  |
|      |      |      |      |      |      |       |       |       |       |       |       |                                                 |    | Líbia |    |    |    |  |  |  |  |        |        |        |        |        |        |  |  |  |  |  |  |  |  |  |  |  |  |  |  |  |  |  |  |